# Liste des monuments historiques protégés en 1910
Cet article recense les monuments historiques français classés en 1910.

## Protections
| Édifice                                                                 | Commune                       | Département             | Région                     | Protection | Base Mérimée                         | Coordonnées                        | Image             |
| ----------------------------------------------------------------------- | ----------------------------- | ----------------------- | -------------------------- | ---------- | ------------------------------------ | ---------------------------------- | ----------------- |
| Musée Jean de La Fontaine                                               | Château-Thierry               | Aisne                   | Hauts-de-France            | classé     | « PA00115588 », notice no PA00115588 | 49° 02′ 48″ nord, 3° 24′ 00″ est   |                   |
| Église Saint-Georges de Glennes                                         | Glennes                       | Aisne                   | Hauts-de-France            | classé     | « PA00115687 », notice no PA00115687 | 49° 21′ 21″ nord, 3° 42′ 50″ est   |                   |
| Église Saint-Jean-Baptiste de Vorges                                    | Vorges                        | Aisne                   | Hauts-de-France            | classé     | « PA00115992 », notice no PA00115992 | 49° 31′ 06″ nord, 3° 39′ 19″ est   |                   |
| Église Saint-Martin                                                     | Bessay-sur-Allier             | Allier                  | Auvergne-Rhône-Alpes       | classé     | « PA00092995 », notice no PA00092995 | 46° 26′ 29″ nord, 3° 21′ 53″ est   |                   |
| Église Saint-Denis                                                      | Chemilly                      | Allier                  | Auvergne-Rhône-Alpes       | classé     | « PA00093059 », notice no PA00093059 | 46° 29′ 20″ nord, 3° 18′ 58″ est   |                   |
| Église Notre-Dame                                                       | Domérat                       | Allier                  | Auvergne-Rhône-Alpes       | classé     | « PA00093084 », notice no PA00093084 | 46° 21′ 37″ nord, 2° 32′ 06″ est   |                   |
| Église Sainte-Croix                                                     | Gannat                        | Allier                  | Auvergne-Rhône-Alpes       | classé     | « PA00093107 », notice no PA00093107 | 46° 06′ 01″ nord, 3° 11′ 56″ est   |                   |
| Église Saint-Pierre (Bas-relief : le lavement des pieds)                | Clermont-Ferrand              | Puy-de-Dôme             | Auvergne-Rhône-Alpes       | classé     | « PM63000406 », notice no PM63000406 | 45° 46′ 44″ nord, 3° 05′ 05″ est   |                   |
| Église Saint-Pierre                                                     | Verneuil-en-Bourbonnais       | Allier                  | Auvergne-Rhône-Alpes       | classé     | « PA00093333 », notice no PA00093333 | 46° 20′ 47″ nord, 3° 15′ 02″ est   |                   |
| Fontaine Saint-Michel                                                   | Forcalquier                   | Alpes-de-Haute-Provence | Provence-Alpes-Côte d'Azur | classé     | « PA00080397 », notice no PA00080397 | 43° 57′ 32″ nord, 5° 46′ 52″ est   |                   |
| Cathédrale Notre-Dame-de-l'Assomption                                   | Senez                         | Alpes-de-Haute-Provence | Provence-Alpes-Côte d'Azur | classé     | « PA00080481 », notice no PA00080481 | 43° 54′ 47″ nord, 6° 24′ 23″ est   |                   |
| Dolmen de Champvermeil                                                  | Bidon                         | Ardèche                 | Auvergne-Rhône-Alpes       | classé     | « PA00116647 », notice no PA00116647 | 44° 21′ 44″ nord, 4° 33′ 13″ est   |                   |
| Église Saint-Pierre-aux-Liens de Quintenas                              | Quintenas                     | Ardèche                 | Auvergne-Rhône-Alpes       | classé     | « PA00116752 », notice no PA00116752 | 45° 11′ 21″ nord, 4° 41′ 15″ est   |                   |
| Croix de cimetière                                                      | Saint-André-de-Cruzières      | Ardèche                 | Auvergne-Rhône-Alpes       | classé     | « PA00116774 », notice no PA00116774 | 44° 18′ 50″ nord, 4° 12′ 57″ est   |                   |
| Église Saint-André de Saint-André-de-Cruzières                          | Saint-André-de-Cruzières      | Ardèche                 | Auvergne-Rhône-Alpes       | classé     | « PA00116775 », notice no PA00116775 | 44° 18′ 54″ nord, 4° 13′ 02″ est   |                   |
| Chapelle Saint-André de Mitroys                                         | Saint-Montan                  | Ardèche                 | Auvergne-Rhône-Alpes       | classé     | « PA00116799 », notice no PA00116799 | 44° 26′ 10″ nord, 4° 38′ 07″ est   |                   |
| Église Saint-Martin de Vion                                             | Vion                          | Ardèche                 | Auvergne-Rhône-Alpes       | classé     | « PA00116855 », notice no PA00116855 | 45° 06′ 31″ nord, 4° 48′ 18″ est   |                   |
| Église Saint-Martin d'Amagne                                            | Amagne                        | Ardennes                | Grand Est                  | classé     | « PA00078330 », notice no PA00078330 | 49° 31′ 00″ nord, 4° 30′ 22″ est   |                   |
| Église Notre-Dame d'Attigny                                             | Attigny                       | Ardennes                | Grand Est                  | classé     | « PA00078334 », notice no PA00078334 | 49° 28′ 42″ nord, 4° 34′ 38″ est   |                   |
| Basilique Notre-Dame d'Espérance                                        | Charleville-Mézières          | Ardennes                | Grand Est                  | classé     | « PA00078361 », notice no PA00078361 | 49° 45′ 41″ nord, 4° 42′ 58″ est   |                   |
| Église Notre-Dame d'Ourjout                                             | Bordes-Uchentein              | Ariège                  | Occitanie                  | classé     | « PA00093779 », notice no PA00093779 | 42° 54′ 08″ nord, 1° 01′ 43″ est   |                   |
| Église Saint-Louis de Mercus                                            | Mercus-Garrabet               | Ariège                  | Occitanie                  | classé     | « PA00093821 », notice no PA00093821 | 42° 52′ 54″ nord, 1° 37′ 52″ est   |                   |
| Église Notre-Dame de Vals et croix de pierre                            | Vals                          | Ariège                  | Occitanie                  | classé     | « PA00093933 », notice no PA00093933 | 43° 05′ 45″ nord, 1° 45′ 41″ est   |                   |
| Église Saint-Blaise de Verdun                                           | Verdun                        | Ariège                  | Occitanie                  | classé     | « PA00093936 », notice no PA00093936 | 42° 47′ 47″ nord, 1° 41′ 14″ est   |                   |
| Église Sainte-Marthe de Vernaux                                         | Vernaux                       | Ariège                  | Occitanie                  | classé     | « PA00093938 », notice no PA00093938 | 42° 46′ 13″ nord, 1° 45′ 20″ est   |                   |
| Église Saint-Martin                                                     | Rigny-le-Ferron               | Aube                    | Grand Est                  | classé     | « PA00078204 », notice no PA00078204 | 48° 12′ 31″ nord, 3° 37′ 52″ est   |                   |
| Église Saint-André                                                      | Alet-les-Bains                | Aude                    | Occitanie                  | classé     | « PA00102517 », notice no PA00102517 | 42° 59′ 44″ nord, 2° 15′ 20″ est   |                   |
| Collégiale Saint-Michel                                                 | Castelnaudary                 | Aude                    | Occitanie                  | classé     | « PA00102628 », notice no PA00102628 | 43° 19′ 02″ nord, 1° 57′ 24″ est   |                   |
| Croix de chemin                                                         | Calmont                       | Aveyron                 | Occitanie                  | classé     | « PA00093982 », notice no PA00093982 | 44° 16′ 22″ nord, 2° 31′ 22″ est   |                   |
| Fontaine                                                                | Najac                         | Aveyron                 | Occitanie                  | classé     | « PA00094083 », notice no PA00094083 | 44° 13′ 11″ nord, 1° 58′ 41″ est   |                   |
| Croix de chemin                                                         | Olemps                        | Aveyron                 | Occitanie                  | classé     | « PA00094094 », notice no PA00094094 |                                    |                   |
| Chapelle de l'Annonciade                                                | Martigues                     | Bouches-du-Rhône        | Provence-Alpes-Côte d'Azur | classé     | « PA00081376 », notice no PA00081376 | 43° 24′ 13″ nord, 5° 03′ 17″ est   |                   |
| Église Saint-Pierre                                                     | Amblie                        | Calvados                | Normandie                  | classé     | « PA00111011 », notice no PA00111011 | 49° 17′ 32″ nord, 0° 29′ 10″ ouest |                   |
| Église Saint-Martin                                                     | Anguerny                      | Calvados                | Normandie                  | classé     | « PA00111012 », notice no PA00111012 | 49° 16′ 01″ nord, 0° 24′ 08″ ouest |                   |
| Église Notre-Dame-de-la-Nativité                                        | Baron-sur-Odon                | Calvados                | Normandie                  | classé     | « PA00111037 », notice no PA00111037 | 49° 07′ 38″ nord, 0° 29′ 01″ ouest |                   |
| Église Notre-Dame                                                       | Biéville-Beuville             | Calvados                | Normandie                  | classé     | « PA00111092 », notice no PA00111092 | 49° 14′ 04″ nord, 0° 19′ 33″ ouest |                   |
| Église Saint-Vigor                                                      | Cheux                         | Calvados                | Normandie                  | classé     | « PA00111224 », notice no PA00111224 | 49° 09′ 53″ nord, 0° 31′ 29″ ouest |                   |
| Église Saint-Pierre-et-Saint-Martin                                     | Condé-sur-Ifs                 | Calvados                | Normandie                  | classé     | « PA00111239 », notice no PA00111239 | 49° 02′ 35″ nord, 0° 07′ 35″ ouest |                   |
| Château de Courseulles                                                  | Courseulles-sur-Mer           | Calvados                | Normandie                  | classé     | « PA00111249 », notice no PA00111249 | 49° 19′ 48″ nord, 0° 27′ 35″ ouest |                   |
| Église Saint-Pierre                                                     | Grainville-sur-Odon           | Calvados                | Normandie                  | classé     | « PA00111372 », notice no PA00111372 | 49° 08′ 27″ nord, 0° 31′ 40″ ouest |                   |
| Église Saint-Jacques                                                    | Lisieux                       | Calvados                | Normandie                  | classé     | « PA00111472 », notice no PA00111472 | 49° 08′ 41″ nord, 0° 13′ 46″ est   |                   |
| Église Sainte-Marie de Sainte-Marie-aux-Anglais                         | Le Mesnil-Mauger              | Calvados                | Normandie                  | classé     | « PA00111541 », notice no PA00111541 | 49° 04′ 17″ nord, 0° 01′ 29″ est   |                   |
| Église Saint-Martin                                                     | Rosel                         | Calvados                | Normandie                  | classé     | « PA00111638 », notice no PA00111638 | 49° 13′ 38″ nord, 0° 27′ 34″ ouest |                   |
| Église Saint-André                                                      | Saint-André-d'Hébertot        | Calvados                | Normandie                  | classé     | « PA00111653 », notice no PA00111653 | 49° 18′ 47″ nord, 0° 16′ 48″ est   |                   |
| Église de la Nativité-de-Notre-Dame                                     | Soulangy                      | Calvados                | Normandie                  | classé     | « PA00111731 », notice no PA00111731 | 48° 56′ 32″ nord, 0° 13′ 10″ ouest |                   |
| Église Saint-Quentin                                                    | Soumont-Saint-Quentin         | Calvados                | Normandie                  | classé     | « PA00111734 », notice no PA00111734 | 48° 58′ 42″ nord, 0° 14′ 02″ ouest |                   |
| Église Saint-Germain                                                    | Verson                        | Calvados                | Normandie                  | classé     | « PA00111793 », notice no PA00111793 | 49° 09′ 12″ nord, 0° 26′ 50″ ouest |                   |
| Église Saint-Pierre de Rouillac (Charente)                              | Rouillac                      | Charente                | Nouvelle-Aquitaine         | classé     | « PA00104474 », notice no PA00104474 | 45° 46′ 29″ nord, 0° 03′ 44″ ouest |                   |
| Église Saint-Martin d'Arthenac                                          | Arthenac                      | Charente-Maritime       | Nouvelle-Aquitaine         | classé     | « PA00104601 », notice no PA00104601 | 45° 30′ 54″ nord, 0° 18′ 50″ ouest |                   |
| Église Notre-Dame de Beauvais-sur-Matha                                 | Beauvais-sur-Matha            | Charente-Maritime       | Nouvelle-Aquitaine         | classé     | « PA00104613 », notice no PA00104613 | 45° 53′ 01″ nord, 0° 11′ 07″ ouest |                   |
| Église Saint-Pierre de Champagnolles                                    | Champagnolles                 | Charente-Maritime       | Nouvelle-Aquitaine         | classé     | « PA00104641 », notice no PA00104641 | 45° 30′ 49″ nord, 0° 38′ 14″ ouest |                   |
| Église Notre-Dame de Corme-Écluse                                       | Corme-Écluse                  | Charente-Maritime       | Nouvelle-Aquitaine         | classé     | « PA00104658 », notice no PA00104658 | 45° 37′ 52″ nord, 0° 51′ 18″ ouest |                   |
| Église Saint-Pierre d'Écurat                                            | Écurat                        | Charente-Maritime       | Nouvelle-Aquitaine         | classé     | « PA00104680 », notice no PA00104680 | 45° 46′ 59″ nord, 0° 40′ 29″ ouest |                   |
| Église Saint-Pierre de Gémozac                                          | Gémozac                       | Charente-Maritime       | Nouvelle-Aquitaine         | classé     | « PA00104697 », notice no PA00104697 | 45° 34′ 03″ nord, 0° 40′ 36″ ouest |                   |
| Église Saint-Blaise de Givrezac                                         | Givrezac                      | Charente-Maritime       | Nouvelle-Aquitaine         | classé     | « PA00104701 », notice no PA00104701 | 45° 32′ 37″ nord, 0° 37′ 45″ ouest |                   |
| Église Saint-Laurent de Plassac                                         | Plassac                       | Charente-Maritime       | Nouvelle-Aquitaine         | classé     | « PA00104840 », notice no PA00104840 | 45° 28′ 00″ nord, 0° 34′ 04″ ouest | catégorie commons |
| Église Saint-Dizant de Saint-Dizant-du-Bois                             | Saint-Dizant-du-Bois          | Charente-Maritime       | Nouvelle-Aquitaine         | classé     | « PA00105169 », notice no PA00105169 | 45° 23′ 52″ nord, 0° 34′ 25″ ouest | catégorie commons |
| Église Saint-Just de Saint-Just-Luzac                                   | Saint-Just-Luzac              | Charente-Maritime       | Nouvelle-Aquitaine         | classé     | « PA00105192 », notice no PA00105192 | 45° 48′ 08″ nord, 1° 02′ 19″ ouest | catégorie commons |
| Église Saint-Savinien de Saint-Savinien                                 | Saint-Savinien                | Charente-Maritime       | Nouvelle-Aquitaine         | classé     | « PA00105234 », notice no PA00105234 | 45° 52′ 53″ nord, 0° 40′ 58″ ouest | catégorie commons |
| Église Notre-Dame-de-l'Assomption du Seure                              | Le Seure                      | Charente-Maritime       | Nouvelle-Aquitaine         | classé     | « PA00105271 », notice no PA00105271 | 45° 47′ 24″ nord, 0° 21′ 58″ ouest | catégorie commons |
| Église Saint-Grégoire de Tesson                                         | Tesson                        | Charente-Maritime       | Nouvelle-Aquitaine         | classé     | « PA00105281 », notice no PA00105281 | 45° 37′ 57″ nord, 0° 39′ 11″ ouest | catégorie commons |
| Église Saint-Bonnet                                                     | Bourges                       | Cher                    | Centre-Val de Loire        | classé     | « PA00096668 », notice no PA00096668 | 47° 05′ 10″ nord, 2° 23′ 59″ est   |                   |
| Maison de Pelvoysin                                                     | Bourges                       | Cher                    | Centre-Val de Loire        | classé     | « PA00096731 », notice no PA00096731 | 47° 05′ 11″ nord, 2° 23′ 38″ est   |                   |
| Église Saint-Pierre-et-Saint-Paul de Bussy                              | Bussy                         | Cher                    | Centre-Val de Loire        | classé     | « PA00096749 », notice no PA00096749 | 46° 54′ 13″ nord, 2° 37′ 18″ est   |                   |
| Église Saint-Michel de Chârost                                          | Chârost                       | Cher                    | Centre-Val de Loire        | classé     | « PA00096762 », notice no PA00096762 | 46° 59′ 41″ nord, 2° 07′ 03″ est   |                   |
| Cabane de la Fée                                                        | Beynat                        | Corrèze                 | Nouvelle-Aquitaine         | classé     | « PA00099684 », notice no PA00099684 | 45° 08′ 47″ nord, 1° 42′ 43″ est   |                   |
| Église Saint-Étienne de Lubersac                                        | Lubersac                      | Corrèze                 | Nouvelle-Aquitaine         | classé     | « PA00099793 », notice no PA00099793 | 45° 26′ 39″ nord, 1° 24′ 06″ est   |                   |
| Dolmen de la Palein                                                     | Saint-Cernin-de-Larche        | Corrèze                 | Nouvelle-Aquitaine         | classé     | « PA00099846 », notice no PA00099846 | 45° 04′ 58″ nord, 1° 24′ 48″ est   |                   |
| Hôtel Bénigne Le Compasseur                                             | Dijon                         | Côte-d'Or               | Bourgogne-Franche-Comté    | classé     | « PA00112421 », notice no PA00112421 | 47° 19′ 21″ nord, 5° 02′ 43″ est   |                   |
| Chapelle des Carmélites                                                 | Dijon                         | Côte-d'Or               | Bourgogne-Franche-Comté    | classé     | « PA00112255 », notice no PA00112255 | 47° 19′ 09″ nord, 5° 02′ 21″ est   |                   |
| Grande Borne                                                            | Genay                         | Côte-d'Or               | Bourgogne-Franche-Comté    | classé     | « PA00112475 », notice no PA00112475 | 47° 32′ 26″ nord, 4° 16′ 26″ est   |                   |
| Menhir du cimetière                                                     | Montigny-Saint-Barthélemy     | Côte-d'Or               | Bourgogne-Franche-Comté    | classé     | « PA00112554 », notice no PA00112554 | 47° 25′ 27″ nord, 4° 16′ 14″ est   |                   |
| Pierre-qui-vire                                                         | La Rochepot                   | Côte-d'Or               | Bourgogne-Franche-Comté    | classé     | « PA00112631 », notice no PA00112631 | 46° 57′ 01″ nord, 4° 40′ 40″ est   |                   |
| Allée couverte de la Chaume                                             | La Rochepot                   | Côte-d'Or               | Bourgogne-Franche-Comté    | classé     | « PA00112609 », notice no PA00112609 | 46° 56′ 29″ nord, 4° 40′ 30″ est   |                   |
| Église Saint-Pierre                                                     | Sacquenay                     | Côte-d'Or               | Bourgogne-Franche-Comté    | classé     | « PA00112616 », notice no PA00112616 | 47° 35′ 37″ nord, 5° 19′ 25″ est   |                   |
| Église Saint-Maurice                                                    | Saint-Maurice-sur-Vingeanne   | Côte-d'Or               | Bourgogne-Franche-Comté    | classé     | « PA00112633 », notice no PA00112633 | 47° 34′ 41″ nord, 5° 24′ 33″ est   |                   |
| Église Sainte-Sabine                                                    | Sainte-Sabine                 | Côte-d'Or               | Bourgogne-Franche-Comté    | classé     | « PA00112639 », notice no PA00112639 | 47° 11′ 32″ nord, 4° 37′ 28″ est   |                   |
| Menhir de la Pierre-Pointe                                              | Sussey                        | Côte-d'Or               | Bourgogne-Franche-Comté    | classé     | « PA00112684 », notice no PA00112684 | 47° 13′ 50″ nord, 4° 20′ 04″ est   |                   |
| Église Saint-Pierre-et-Saint-Paul                                       | Vic-des-Prés                  | Côte-d'Or               | Bourgogne-Franche-Comté    | classé     | « PA00112719 », notice no PA00112719 | 47° 06′ 13″ nord, 4° 38′ 31″ est   |                   |
| Tour de l'Horloge                                                       | Dinan                         | Côtes-d'Armor           | Bretagne                   | classé     | « PA00089140 », notice no PA00089140 | 48° 27′ 11″ nord, 2° 02′ 37″ ouest |                   |
| Église Saint-Loup et calvaire                                           | Lanloup                       | Côtes-d'Armor           | Bretagne                   | classé     | « PA00089254 », notice no PA00089254 | 48° 42′ 51″ nord, 2° 57′ 51″ ouest |                   |
| Chapelle de Kerfons-en-Kerfaouës                                        | Ploubezre                     | Côtes-d'Armor           | Bretagne                   | classé     | « PA00089466 », notice no PA00089466 | 48° 41′ 13″ nord, 3° 25′ 32″ ouest |                   |
| Église Saint-Pierre et cimetière                                        | Ploubezre                     | Côtes-d'Armor           | Bretagne                   | classé     | « PA00089470 », notice no PA00089470 | 48° 42′ 16″ nord, 3° 26′ 52″ ouest |                   |
| Église Notre-Dame-de-la-Merci                                           | Trémel                        | Côtes-d'Armor           | Bretagne                   | classé     | « PA00089732 », notice no PA00089732 | 48° 36′ 12″ nord, 3° 36′ 37″ ouest |                   |
| Menhir dit Pierre Femme                                                 | Champagnat                    | Creuse                  | Nouvelle-Aquitaine         | classé     | « PA00100036 », notice no PA00100036 | 46° 02′ 37″ nord, 2° 14′ 39″ est   |                   |
| Église Sainte-Valérie de Felletin                                       | Felletin                      | Creuse                  | Nouvelle-Aquitaine         | classé     | « PA00100067 », notice no PA00100067 | 45° 52′ 58″ nord, 2° 10′ 27″ est   |                   |
| Église Saint-Martin de Saint-Martin-de-Sanzay                           | Saint-Martin-de-Sanzay        | Deux-Sèvres             | Nouvelle-Aquitaine         | classé     | « PA00101355 », notice no PA00101355 | 47° 04′ 53″ nord, 0° 12′ 01″ ouest |                   |
| Tour de la Mairie                                                       | Belvès                        | Dordogne                | Nouvelle-Aquitaine         | classé     | « PA00082370 », notice no PA00082370 | 44° 46′ 36″ nord, 1° 00′ 20″ est   |                   |
| Abri de Cap Blanc                                                       | Marquay                       | Dordogne                | Nouvelle-Aquitaine         | classé     | « PA00082632 », notice no PA00082632 | 44° 56′ 44″ nord, 1° 05′ 49″ est   |                   |
| Église Saint-Pierre-ès-Liens                                            | Marquay                       | Dordogne                | Nouvelle-Aquitaine         | classé     | « PA00082634 », notice no PA00082634 | 44° 56′ 38″ nord, 1° 08′ 04″ est   |                   |
| Église Saint-Astier                                                     | Saint-Astier                  | Dordogne                | Nouvelle-Aquitaine         | classé     | « PA00082804 », notice no PA00082804 | 45° 08′ 46″ nord, 0° 31′ 47″ est   |                   |
| Grotte de la Mairie                                                     | Teyjat                        | Dordogne                | Nouvelle-Aquitaine         | classé     | « PA00083015 », notice no PA00083015 | 45° 35′ 10″ nord, 0° 34′ 30″ est   |                   |
| Dolmen de Peyrelevade                                                   | Vitrac                        | Dordogne                | Nouvelle-Aquitaine         | classé     | « PA00083070 », notice no PA00083070 | 44° 51′ 05″ nord, 1° 12′ 17″ est   |                   |
| Croix d'Amathay-Vésigneux                                               | Amathay-Vésigneux             | Doubs                   | Bourgogne-Franche-Comté    | classé     | « PA00101437 », notice no PA00101437 | 47° 01′ 30″ nord, 6° 12′ 27″ est   |                   |
| Église Saint-Martin de Longjumeau                                       | Longjumeau                    | Essonne                 | Île-de-France              | classé     | « PA00087940 », notice no PA00087940 | 48° 41′ 34″ nord, 2° 17′ 37″ est   |                   |
| Église Notre-Dame-des-Arts de Pont-de-l'Arche                           | Pont-de-l'Arche               | Eure                    | Normandie                  | classé     | « PA00099520 », notice no PA00099520 | 49° 18′ 19″ nord, 1° 09′ 19″ est   |                   |
| Église Saint-Ouen de Routot                                             | Routot                        | Eure                    | Normandie                  | classé     | « PA00099538 », notice no PA00099538 | 49° 22′ 40″ nord, 0° 44′ 10″ est   |                   |
| Dolmen de l'Hôtel-Dieu                                                  | Les Ventes                    | Eure                    | Normandie                  | classé     | « PA00099598 », notice no PA00099598 | 48° 57′ 46″ nord, 1° 03′ 59″ est   |                   |
| Canal de l'Eure                                                         | Pontgouin                     | Eure-et-Loir            | Centre-Val de Loire        | classé     | « PA00097185 », notice no PA00097185 | 48° 29′ 16″ nord, 1° 07′ 59″ est   |                   |
| Église Notre-Dame de Bodilis                                            | Bodilis                       | Finistère               | Bretagne                   | classé     | « PA00089839 », notice no PA00089839 | 48° 31′ 50″ nord, 4° 06′ 59″ ouest |                   |
| Église Saint-Herlé de Ploaré                                            | Douarnenez                    | Finistère               | Bretagne                   | classé     | « PA00089913 », notice no PA00089913 | 48° 05′ 11″ nord, 4° 19′ 18″ ouest |                   |
| Église Notre-Dame de Lampaul-Guimiliau                                  | Lampaul-Guimiliau             | Finistère               | Bretagne                   | classé     | « PA00090020 », notice no PA00090020 | 48° 29′ 35″ nord, 4° 02′ 25″ ouest |                   |
| Menhir de Kermez                                                        | Laz                           | Finistère               | Bretagne                   | classé     | « PA00090066 », notice no PA00090066 | 48° 07′ 04″ nord, 3° 48′ 36″ ouest |                   |
| Oratoire de Plougasnou                                                  | Plougasnou                    | Finistère               | Bretagne                   | classé     | « PA00090238 », notice no PA00090238 | 48° 41′ 45″ nord, 3° 47′ 08″ ouest |                   |
| Croix de chemin de Lambader                                             | Plougourvest                  | Finistère               | Bretagne                   | classé     | « PA00090247 », notice no PA00090247 | 48° 34′ 28″ nord, 4° 02′ 45″ ouest |                   |
| Chapelle Saint-Maurice du Moustoir                                      | Rosporden                     | Finistère               | Bretagne                   | classé     | « PA00090406 », notice no PA00090406 | 47° 54′ 45″ nord, 3° 46′ 24″ ouest |                   |
| Chapelle Notre-Dame de Locmaria-Hent                                    | Saint-Yvi                     | Finistère               | Bretagne                   | classé     | « PA00090443 », notice no PA00090443 | 47° 56′ 29″ nord, 3° 53′ 49″ ouest |                   |
| Menhir de la Pierre Plantée                                             | Lussan                        | Gard                    | Occitanie                  | classé     | « PA00103069 », notice no PA00103069 | 44° 11′ 35″ nord, 4° 23′ 39″ est   |                   |
| Citadelle de Pont-Saint-Esprit                                          | Pont-Saint-Esprit             | Gard                    | Occitanie                  | classé     | « PA00103160 », notice no PA00103160 | 44° 15′ 32″ nord, 4° 39′ 00″ est   |                   |
| Chartreuse Notre-Dame-du-Val-de-Bénédiction                             | Villeneuve-lès-Avignon        | Gard                    | Occitanie                  | classé     | « PA00103303 », notice no PA00103303 | 43° 57′ 59″ nord, 4° 47′ 51″ est   | commune           |
| Église de l'Assomption de Marciac                                       | Marciac                       | Gers                    | Occitanie                  | classé     | « PA00094856 », notice no PA00094856 | 43° 31′ 28″ nord, 0° 09′ 47″ est   |                   |
| Couvent des Augustins de Marciac                                        | Marciac                       | Gers                    | Occitanie                  | classé     | « PA00094855 », notice no PA00094855 | 43° 31′ 32″ nord, 0° 09′ 43″ est   |                   |
| Grotte de Marsoulas                                                     | Marsoulas                     | Haute-Garonne           | Occitanie                  | classé     | « PA00094376 », notice no PA00094376 | 43° 06′ 26″ nord, 0° 58′ 55″ est   |                   |
| Ancien petit séminaire de l'Esquile (actuelle Cinémathèque de Toulouse) | Toulouse                      | Haute-Garonne           | Occitanie                  | classé     | « PA00094637 », notice no PA00094637 | 43° 36′ 25″ nord, 1° 26′ 32″ est   |                   |
| Église Notre-Dame-de-l'Assomption de Beaulieu                           | Beaulieu                      | Haute-Loire             | Auvergne-Rhône-Alpes       | classé     | « PA00092597 », notice no PA00092597 | 45° 07′ 41″ nord, 3° 56′ 29″ est   |                   |
| Église Saint-Roch de Domeyrat                                           | Domeyrat                      | Haute-Loire             | Auvergne-Rhône-Alpes       | classé     | « PA00092662 », notice no PA00092662 | 45° 14′ 56″ nord, 3° 30′ 10″ est   |                   |
| Croix du Bancillon                                                      | Malvières                     | Haute-Loire             | Auvergne-Rhône-Alpes       | classé     | « PA00092699 », notice no PA00092699 | 45° 20′ 28″ nord, 3° 44′ 03″ est   |                   |
| Croix de cimetière de Monistrol-d'Allier                                | Monistrol-d'Allier            | Haute-Loire             | Auvergne-Rhône-Alpes       | classé     | « PA00092716 », notice no PA00092716 | 44° 58′ 04″ nord, 3° 38′ 30″ est   |                   |
| Église Saint-André de Prades                                            | Prades                        | Haute-Loire             | Auvergne-Rhône-Alpes       | classé     | « PA00092739 », notice no PA00092739 | 45° 01′ 42″ nord, 3° 35′ 31″ est   |                   |
| Église Saint-Paul de Saint-Paul-de-Tartas                               | Saint-Paul-de-Tartas          | Haute-Loire             | Auvergne-Rhône-Alpes       | classé     | « PA00092869 », notice no PA00092869 | 44° 48′ 15″ nord, 3° 54′ 25″ est   |                   |
| Église Saint-Victor de Saint-Victor-sur-Arlanc                          | Saint-Victor-sur-Arlanc       | Haute-Loire             | Auvergne-Rhône-Alpes       | classé     | « PA00092880 », notice no PA00092880 | 45° 20′ 08″ nord, 3° 46′ 26″ est   |                   |
| Tombeau du général Mac Haren                                            | Saugues                       | Haute-Loire             | Auvergne-Rhône-Alpes       | classé     | « PA00092892 », notice no PA00092892 | 44° 57′ 50″ nord, 3° 32′ 53″ est   |                   |
| Église Sainte-Croix de Vissac                                           | Vissac-Auteyrac               | Haute-Loire             | Auvergne-Rhône-Alpes       | classé     | « PA00092919 », notice no PA00092919 | 45° 06′ 13″ nord, 3° 35′ 56″ est   |                   |
| Croix de Montlandon                                                     | Haute-Amance                  | Haute-Marne             | Grand Est                  | classé     | « PA00079068 », notice no PA00079068 | 47° 51′ 02″ nord, 5° 28′ 29″ est   |                   |
| Église Saint-Didier d'Autrey-lès-Gray                                   | Autrey-lès-Gray               | Haute-Saône             | Bourgogne-Franche-Comté    | classé     | « PA00102113 », notice no PA00102113 | 47° 29′ 10″ nord, 5° 29′ 28″ est   |                   |
| Pierre-aux-Fées                                                         | Reignier-Ésery                | Haute-Savoie            | Auvergne-Rhône-Alpes       | classé     | « PA00118421 », notice no PA00118421 | 46° 07′ 46″ nord, 6° 17′ 29″ est   |                   |
| Chartreuse du Reposoir                                                  | Le Reposoir                   | Haute-Savoie            | Auvergne-Rhône-Alpes       | classé     | « PA00118422 », notice no PA00118422 | 46° 00′ 20″ nord, 6° 32′ 15″ est   |                   |
| Église de l'Assomption du Chalard                                       | Le Chalard                    | Haute-Vienne            | Nouvelle-Aquitaine         | classé     | « PA00100265 », notice no PA00100265 | 45° 32′ 47″ nord, 1° 07′ 33″ est   |                   |
| Église Saint-Thyrse de Châteauponsac                                    | Châteauponsac                 | Haute-Vienne            | Nouvelle-Aquitaine         | classé     | « PA00100280 », notice no PA00100280 | 46° 07′ 52″ nord, 1° 16′ 28″ est   |                   |
| Église Saint-Martin de Compreignac                                      | Compreignac                   | Haute-Vienne            | Nouvelle-Aquitaine         | classé     | « PA00100286 », notice no PA00100286 | 45° 59′ 34″ nord, 1° 16′ 28″ est   |                   |
| Église Saint-Aignan de Ladignac-le-Long                                 | Ladignac-le-Long              | Haute-Vienne            | Nouvelle-Aquitaine         | classé     | « PA00100326 », notice no PA00100326 | 45° 35′ 03″ nord, 1° 07′ 02″ est   |                   |
| Croix de Beaune-les-Mines                                               | Limoges                       | Haute-Vienne            | Nouvelle-Aquitaine         | classé     | « PA00100341 », notice no PA00100341 | 45° 54′ 39″ nord, 1° 18′ 12″ est   |                   |
| Croix                                                                   | Limoges                       | Haute-Vienne            | Nouvelle-Aquitaine         | classé     | « PA00100340 », notice no PA00100340 | 45° 49′ 43″ nord, 1° 15′ 28″ est   |                   |
| Église Saint-Jacques de Magnac-Bourg                                    | Magnac-Bourg                  | Haute-Vienne            | Nouvelle-Aquitaine         | classé     | « PA00100384 », notice no PA00100384 | 45° 36′ 57″ nord, 1° 26′ 00″ est   |                   |
| Lanterne des morts de Saint-Amand-Magnazeix                             | Saint-Amand-Magnazeix         | Haute-Vienne            | Nouvelle-Aquitaine         | classé     | « PA00100435 », notice no PA00100435 | 46° 10′ 30″ nord, 1° 21′ 20″ est   |                   |
| Chapelle Notre-Dame-du-Pont de Saint-Junien                             | Saint-Junien                  | Haute-Vienne            | Nouvelle-Aquitaine         | classé     | « PA00100453 », notice no PA00100453 | 45° 52′ 48″ nord, 0° 53′ 57″ est   |                   |
| Lanterne des morts de Saint-Victurnien                                  | Saint-Victurnien              | Haute-Vienne            | Nouvelle-Aquitaine         | classé     | « PA00100493 », notice no PA00100493 | 45° 52′ 44″ nord, 1° 01′ 12″ est   |                   |
| Grottes de Gargas                                                       | Aventignan                    | Hautes-Pyrénées         | Occitanie                  | classé     | « PA00095329 », notice no PA00095329 | 43° 03′ 19″ nord, 0° 32′ 10″ est   |                   |
| Église Saint-Jean-Baptiste de Mazères                                   | Castelnau-Rivière-Basse       | Hautes-Pyrénées         | Occitanie                  | classé     | « PA00095364 », notice no PA00095364 | 43° 34′ 50″ nord, 0° 00′ 35″ ouest |                   |
| Église Saint-Barthélemy de Mont                                         | Mont                          | Hautes-Pyrénées         | Occitanie                  | classé     | « PA00095403 », notice no PA00095403 | 42° 48′ 58″ nord, 0° 25′ 42″ est   |                   |
| Église Saint-Marse                                                      | Bais                          | Ille-et-Vilaine         | Bretagne                   | classé     | « PA00090501 », notice no PA00090501 | 48° 00′ 36″ nord, 1° 17′ 23″ ouest |                   |
| Collégiale Sainte-Madeleine                                             | Champeaux                     | Ille-et-Vilaine         | Bretagne                   | classé     | « PA00090517 », notice no PA00090517 | 48° 08′ 51″ nord, 1° 18′ 40″ ouest |                   |
| Église Saint-Sulpice                                                    | Fougères                      | Ille-et-Vilaine         | Bretagne                   | classé     | « PA00090560 », notice no PA00090560 | 48° 21′ 10″ nord, 1° 12′ 33″ ouest |                   |
| Croix de cimetière                                                      | Maure-de-Bretagne             | Ille-et-Vilaine         | Bretagne                   | classé     | « PA00090624 », notice no PA00090624 | 47° 53′ 29″ nord, 1° 59′ 15″ ouest |                   |
| Cathédrale Saint-Vincent                                                | Saint-Malo                    | Ille-et-Vilaine         | Bretagne                   | classé     | « PA00090798 », notice no PA00090798 | 48° 38′ 58″ nord, 2° 01′ 32″ ouest |                   |
| Église Saint-Christophe-et-Saint-Phalier de Chabris                     | Chabris                       | Indre                   | Centre-Val de Loire        | classé     | « PA00097289 », notice no PA00097289 | 47° 15′ 19″ nord, 1° 39′ 12″ est   |                   |
| Église Saint-Étienne de Paulnay                                         | Paulnay                       | Indre                   | Centre-Val de Loire        | classé     | « PA00097427 », notice no PA00097427 | 46° 51′ 01″ nord, 1° 08′ 54″ est   |                   |
| Maison du Dauphin                                                       | Tours                         | Indre-et-Loire          | Centre-Val de Loire        | classé     | « PA00098232 », notice no PA00098232 | 47° 23′ 37″ nord, 0° 40′ 36″ est   |                   |
| Chapelle du cimetière de Saint-Jean-le-Fromental                        | Dionay                        | Isère                   | Auvergne-Rhône-Alpes       | classé     | « PA00117174 », notice no PA00117174 | 45° 11′ 42″ nord, 5° 13′ 45″ est   |                   |
| Église Saint-Pierre de Saint-Georges-de-Commiers                        | Saint-Georges-de-Commiers     | Isère                   | Auvergne-Rhône-Alpes       | classé     | « PA00117253 », notice no PA00117253 | 45° 01′ 40″ nord, 5° 42′ 23″ est   |                   |
| Collégiale Notre-Dame                                                   | Dole                          | Jura                    | Bourgogne-Franche-Comté    | classé     | « PA00101845 », notice no PA00101845 | 47° 05′ 33″ nord, 5° 29′ 41″ est   |                   |
| Château de Montmorot                                                    | Montmorot                     | Jura                    | Bourgogne-Franche-Comté    | classé     | « PA00101963 », notice no PA00101963 | 46° 40′ 49″ nord, 5° 31′ 43″ est   |                   |
| Église Saint-Étienne d'Orchamps                                         | Orchamps                      | Jura                    | Bourgogne-Franche-Comté    | classé     | « PA00101979 », notice no PA00101979 | 47° 08′ 56″ nord, 5° 39′ 26″ est   |                   |
| Église Notre-Dame de Fontaines-en-Sologne                               | Fontaines-en-Sologne          | Loir-et-Cher            | Centre-Val de Loire        | classé     | « PA00098438 », notice no PA00098438 | 47° 30′ 33″ nord, 1° 33′ 00″ est   |                   |
| Carroir Doré                                                            | Romorantin-Lanthenay          | Loir-et-Cher            | Centre-Val de Loire        | classé     | « PA00098554 », notice no PA00098554 | 47° 21′ 31″ nord, 1° 44′ 46″ est   |                   |
| Couvent des Cordeliers de Charlieu                                      | Saint-Nizier-sous-Charlieu    | Loire                   | Auvergne-Rhône-Alpes       | classé     | « PA00117654 », notice no PA00117654 | 46° 09′ 31″ nord, 4° 09′ 40″ est   |                   |
| Chapelle Notre-Dame-la-Blanche                                          | Guérande                      | Loire-Atlantique        | Pays de la Loire           | classé     | « PA00108617 », notice no PA00108617 | 47° 19′ 39″ nord, 2° 25′ 50″ ouest |                   |
| La Psallette                                                            | Nantes                        | Loire-Atlantique        | Pays de la Loire           | classé     | « PA00108651 », notice no PA00108651 | 47° 13′ 05″ nord, 1° 33′ 00″ ouest |                   |
| Pierre aux Sorciers                                                     | Chevannes                     | Loiret                  | Centre-Val de Loire        | classé     | « PA00098750 », notice no PA00098750 | 48° 08′ 08″ nord, 2° 51′ 36″ est   |                   |
| Collégiale Saint-Aignan                                                 | Orléans                       | Loiret                  | Centre-Val de Loire        | classé     | « PA00098843 », notice no PA00098843 | 47° 53′ 57″ nord, 1° 54′ 55″ est   |                   |
| Église Saint-Martin d'Ouzouer-sur-Trézée                                | Ouzouer-sur-Trézée            | Loiret                  | Centre-Val de Loire        | classé     | « PA00098983 », notice no PA00098983 | 47° 40′ 21″ nord, 2° 48′ 31″ est   |                   |
| Église Saint-Jean-Baptiste de Saint-Jean-de-Braye                       | Saint-Jean-de-Braye           | Loiret                  | Centre-Val de Loire        | classé     | « PA00099011 », notice no PA00099011 | 47° 54′ 14″ nord, 1° 57′ 50″ est   |                   |
| Remparts                                                                | Cahors                        | Lot                     | Occitanie                  | classé     | « PA00095029 », notice no PA00095029 | 44° 27′ 18″ nord, 1° 26′ 20″ est   |                   |
| Église Saint-Rémy-et-Saint-Namphaise de Livernon                        | Livernon                      | Lot                     | Occitanie                  | classé     | « PA00095144 », notice no PA00095144 | 44° 38′ 49″ nord, 1° 50′ 36″ est   |                   |
| Porte du Haut de Coustalou                                              | Rocamadour                    | Lot                     | Occitanie                  | classé     | « PA00095206 », notice no PA00095206 | 44° 47′ 55″ nord, 1° 37′ 03″ est   |                   |
| Porte du Figuier                                                        | Rocamadour                    | Lot                     | Occitanie                  | classé     | « PA00095204 », notice no PA00095204 | 44° 48′ 05″ nord, 1° 37′ 10″ est   |                   |
| Porte Malbec (ou Salmon)                                                | Rocamadour                    | Lot                     | Occitanie                  | classé     | « PA00095208 », notice no PA00095208 | 44° 47′ 59″ nord, 1° 37′ 06″ est   |                   |
| Porte de la Mercerie                                                    | Rocamadour                    | Lot                     | Occitanie                  | classé     | « PA00095209 », notice no PA00095209 | 44° 47′ 52″ nord, 1° 36′ 59″ est   |                   |
| Porte du Fond du Coustalou                                              | Rocamadour                    | Lot                     | Occitanie                  | classé     | « PA00095205 », notice no PA00095205 | 44° 47′ 52″ nord, 1° 37′ 01″ est   |                   |
| Église Saint-Pierre-Saint-Paul de Casseneuil                            | Casseneuil                    | Lot-et-Garonne          | Nouvelle-Aquitaine         | classé     | « PA00084086 », notice no PA00084086 | 44° 26′ 43″ nord, 0° 37′ 09″ est   |                   |
| Croix de chemin de Sauveterre-la-Lémance                                | Sauveterre-la-Lémance         | Lot-et-Garonne          | Nouvelle-Aquitaine         | classé     | « PA00084248 », notice no PA00084248 | 44° 35′ 18″ nord, 1° 00′ 59″ est   |                   |
| Croix de chemin de Saint-Juéry                                          | Saint-Juéry                   | Lozère                  | Occitanie                  | classé     | « PA00103927 », notice no PA00103927 | 44° 49′ 35″ nord, 3° 05′ 11″ est   |                   |
| Église Saint-Gervais Saint-Protais                                      | Brion                         | Maine-et-Loire          | Pays de la Loire           | classé     | « PA00108991 », notice no PA00108991 | 47° 26′ 36″ nord, 0° 09′ 24″ ouest |                   |
| Dolmen de Pierre Couverte                                               | Pontigné                      | Maine-et-Loire          | Pays de la Loire           | classé     | « PA00109233 », notice no PA00109233 | 47° 33′ 02″ nord, 0° 04′ 16″ ouest |                   |
| Dolmen de la Pierre Cesée                                               | Soucelles                     | Maine-et-Loire          | Pays de la Loire           | classé     | « PA00109362 », notice no PA00109362 | 47° 34′ 08″ nord, 0° 23′ 39″ ouest |                   |
| Porte de la Citadelle                                                   | Nancy                         | Meurthe-et-Moselle      | Grand Est                  | classé     | « PA00106312 », notice no PA00106312 | 48° 42′ 00″ nord, 6° 10′ 41″ est   |                   |
| Grotte Sainte Reine                                                     | Pierre-la-Treiche             | Meurthe-et-Moselle      | Grand Est                  | classé     | « PA00106329 », notice no PA00106329 | 48° 38′ 43″ nord, 5° 56′ 30″ est   |                   |
| Abbaye des Prémontrés                                                   | Pont-à-Mousson                | Meurthe-et-Moselle      | Grand Est                  | classé     | « PA00106350 », notice no PA00106350 | 48° 54′ 29″ nord, 6° 03′ 18″ est   |                   |
| Dolmen de Bois-l'Évêque                                                 | Sexey-aux-Forges              | Meurthe-et-Moselle      | Grand Est                  | classé     | « PA00106368 », notice no PA00106368 | 48° 38′ 57″ nord, 6° 00′ 22″ est   |                   |
| Chapelle du Vieux-Astre                                                 | Sepvigny                      | Meuse                   | Grand Est                  | classé     | « PA00106631 », notice no PA00106631 | 48° 34′ 00″ nord, 5° 41′ 00″ est   |                   |
| Chapelle de Saint-Nicodème                                              | Pluméliau-Bieuzy              | Morbihan                | Bretagne                   | classé     | « PA00091546 », notice no PA00091546 | 47° 58′ 46″ nord, 3° 00′ 47″ ouest |                   |
| Église Saint-Martin de Garchy                                           | Garchy                        | Nièvre                  | Bourgogne-Franche-Comté    | classé     | « PA00112894 », notice no PA00112894 | 47° 15′ 47″ nord, 3° 04′ 14″ est   |                   |
| Châtellenie La Mairie                                                   | Cassel                        | Nord                    | Hauts-de-France            | classé     | « PA00107419 », notice no PA00107419 | 50° 47′ 59″ nord, 2° 29′ 10″ est   |                   |
| Hôtel de ville de Hondschoote                                           | Hondschoote                   | Nord                    | Hauts-de-France            | classé     | « PA00107552 », notice no PA00107552 | 50° 58′ 51″ nord, 2° 35′ 10″ est   |                   |
| Église Saint-Antoine d'Houtkerque                                       | Houtkerque                    | Nord                    | Hauts-de-France            | classé     | « PA00107555 », notice no PA00107555 | 50° 52′ 35″ nord, 2° 35′ 51″ est   |                   |
| Fort Saint-Sauveur                                                      | Lille                         | Nord                    | Hauts-de-France            | classé     | « PA00107585 », notice no PA00107585 | 50° 37′ 46″ nord, 3° 04′ 18″ est   | catégorie commons |
| Église Notre-Dame de Mortagne-au-Perche                                 | Mortagne-au-Perche            | Orne                    | Normandie                  | classé     | « PA00110860 », notice no PA00110860 | 48° 31′ 18″ nord, 0° 32′ 47″ est   |                   |
| Couvent des Carmes (actuel Institut catholique de Paris)                | 6e arrondissement de Paris    | Paris                   | Île-de-France              | classé     | « PA00088501 », notice no PA00088501 | 48° 50′ 54″ nord, 2° 19′ 46″ est   |                   |
| Église Saint-Martin d'Auxi-le-Château                                   | Auxi-le-Château               | Pas-de-Calais           | Hauts-de-France            | classé     | « PA00108184 », notice no PA00108184 | 50° 13′ 56″ nord, 2° 07′ 12″ est   |                   |
| Église Saint-Nicolas d'Avesnes-le-Comte                                 | Avesnes-le-Comte              | Pas-de-Calais           | Hauts-de-France            | classé     | « PA00108186 », notice no PA00108186 | 50° 16′ 36″ nord, 2° 31′ 35″ est   |                   |
| Église Saint-Saulve de Montreuil                                        | Montreuil                     | Pas-de-Calais           | Hauts-de-France            | classé     | « PA00108356 », notice no PA00108356 | 50° 27′ 50″ nord, 1° 45′ 49″ est   |                   |
| Croix de chemin d'Arlanc                                                | Arlanc                        | Puy-de-Dôme             | Auvergne-Rhône-Alpes       | classé     | « PA00091866 », notice no PA00091866 | 45° 25′ 09″ nord, 3° 43′ 30″ est   |                   |
| Croix de Fohet                                                          | Aydat                         | Puy-de-Dôme             | Auvergne-Rhône-Alpes       | classé     | « PA00091881 », notice no PA00091881 | 45° 38′ 33″ nord, 3° 00′ 14″ est   |                   |
| Croix de cimetière de Fohet                                             | Aydat                         | Puy-de-Dôme             | Auvergne-Rhône-Alpes       | classé     | « PA00091882 », notice no PA00091882 | 45° 38′ 29″ nord, 3° 00′ 31″ est   |                   |
| Croix de chemin de Marsac-en-Livradois                                  | Marsac-en-Livradois           | Puy-de-Dôme             | Auvergne-Rhône-Alpes       | classé     | « PA00092170 », notice no PA00092170 | 45° 28′ 43″ nord, 3° 43′ 41″ est   |                   |
| Église Saint-Bonnet de Néronde-sur-Dore                                 | Néronde-sur-Dore              | Puy-de-Dôme             | Auvergne-Rhône-Alpes       | classé     | « PA00092216 », notice no PA00092216 | 45° 47′ 54″ nord, 3° 31′ 19″ est   |                   |
| Croix de chemin de Saint-Saturnin                                       | Saint-Saturnin                | Puy-de-Dôme             | Auvergne-Rhône-Alpes       | classé     | « PA00092390 », notice no PA00092390 | 45° 39′ 36″ nord, 3° 05′ 33″ est   |                   |
| Église Sainte-Marie du Boulou                                           | Le Boulou                     | Pyrénées-Orientales     | Occitanie                  | classé     | « PA00103970 », notice no PA00103970 | 42° 31′ 27″ nord, 2° 50′ 05″ est   |                   |
| Église Saint-Martin d'Hix                                               | Bourg-Madame                  | Pyrénées-Orientales     | Occitanie                  | classé     | « PA00103972 », notice no PA00103972 | 42° 26′ 02″ nord, 1° 57′ 18″ est   |                   |
| Fontaine des Neuf Jets                                                  | Céret                         | Pyrénées-Orientales     | Occitanie                  | classé     | « PA00103990 », notice no PA00103990 | 42° 29′ 05″ nord, 2° 44′ 52″ est   |                   |
| Église Saint-Martin d'Odeillo                                           | Font-Romeu-Odeillo-Via        | Pyrénées-Orientales     | Occitanie                  | classé     | « PA00104055 », notice no PA00104055 | 42° 29′ 51″ nord, 2° 02′ 02″ est   |                   |
| Campo Santo et chapelle Saint-Jean-l'Évangéliste                        | Perpignan                     | Pyrénées-Orientales     | Occitanie                  | classé     | « PA00104089 », notice no PA00104089 | 42° 42′ 01″ nord, 2° 53′ 51″ est   |                   |
| Église Saint-André-de-Sorède                                            | Saint-André                   | Pyrénées-Orientales     | Occitanie                  | classé     | « PA00104111 », notice no PA00104111 | 42° 33′ 09″ nord, 2° 58′ 16″ est   |                   |
| Croix de cimetière de Vinça                                             | Vinça                         | Pyrénées-Orientales     | Occitanie                  | classé     | « PA00104178 », notice no PA00104178 | 42° 38′ 40″ nord, 2° 31′ 46″ est   |                   |
| Château de la Tourette                                                  | 1er arrondissement            | Rhône                   | Auvergne-Rhône-Alpes       | classé     | « PA00117787 », notice no PA00117787 | 45° 46′ 25″ nord, 4° 49′ 29″ est   |                   |
| Borne milliaire de Solaize                                              | Solaize                       | Rhône                   | Auvergne-Rhône-Alpes       | classé     | « PA00118067 », notice no PA00118067 | 45° 38′ 16″ nord, 4° 50′ 15″ est   |                   |
| Église Saint-Julien-de-Brioude de Saint-Julien-de-Jonzy                 | Saint-Julien-de-Jonzy         | Saône-et-Loire          | Bourgogne-Franche-Comté    | classé     | « PA00113436 », notice no PA00113436 | 46° 14′ 15″ nord, 4° 08′ 40″ est   |                   |
| Prieuré du Bourget                                                      | Le Bourget-du-Lac             | Savoie                  | Auvergne-Rhône-Alpes       | classé     | « PA00118218 », notice no PA00118218 | 45° 38′ 50″ nord, 5° 51′ 39″ est   |                   |
| Palais épiscopal de Meaux                                               | Meaux                         | Seine-et-Marne          | Île-de-France              | classé     | « PA00087093 », notice no PA00087093 | 48° 57′ 39″ nord, 2° 52′ 43″ est   |                   |
| Croix de Cuy-Saint-Fiacre                                               | Cuy-Saint-Fiacre              | Seine-Maritime          | Normandie                  | classé     | « PA00100614 », notice no PA00100614 | 49° 30′ 48″ nord, 1° 41′ 54″ est   |                   |
| Église Saint-Rémy                                                       | Dieppe                        | Seine-Maritime          | Normandie                  | classé     | « PA00100622 », notice no PA00100622 | 49° 55′ 30″ nord, 1° 04′ 25″ est   |                   |
| Château de Fécamp                                                       | Fécamp                        | Seine-Maritime          | Normandie                  | classé     | « PA00100658 », notice no PA00100658 | 49° 45′ 18″ nord, 0° 22′ 47″ est   |                   |
| Église Saint-Martin de Norville                                         | Norville                      | Seine-Maritime          | Normandie                  | classé     | « PA00100775 », notice no PA00100775 | 49° 28′ 25″ nord, 0° 38′ 09″ est   |                   |
| Lycée Corneille                                                         | Rouen                         | Seine-Maritime          | Normandie                  | classé     | « PA00100922 », notice no PA00100922 | 49° 26′ 43″ nord, 1° 06′ 02″ est   |                   |
| Église Sainte-Madeleine                                                 | Rouen                         | Seine-Maritime          | Normandie                  | classé     | « PA00100821 », notice no PA00100821 | 49° 26′ 45″ nord, 1° 04′ 48″ est   |                   |
| Église Saint-Sulpice de Ry                                              | Ry                            | Seine-Maritime          | Normandie                  | classé     | « PA00101014 », notice no PA00101014 | 49° 28′ 16″ nord, 1° 20′ 27″ est   |                   |
| Croix de cimetière de Sainte-Austreberthe                               | Sainte-Austreberthe           | Seine-Maritime          | Normandie                  | classé     | « PA00101025 », notice no PA00101025 | 49° 35′ 53″ nord, 0° 58′ 23″ est   |                   |
| Presbytère du Tréport                                                   | Le Tréport                    | Seine-Maritime          | Normandie                  | classé     | « PA00101070 », notice no PA00101070 | 50° 03′ 33″ nord, 1° 22′ 24″ est   |                   |
| Église Saint-Valery de Veulettes-sur-Mer                                | Veulettes-sur-Mer             | Seine-Maritime          | Normandie                  | classé     | « PA00101087 », notice no PA00101087 | 49° 50′ 49″ nord, 0° 35′ 32″ est   |                   |
| Église Notre-Dame-de-la-Chapelle                                        | Abbeville                     | Somme                   | Hauts-de-France            | classé     | « PA00116017 », notice no PA00116017 | 50° 07′ 02″ nord, 1° 49′ 55″ est   |                   |
| Église Notre-Dame-de-l'Assomption d'Ailly-le-Haut-Clocher               | Ailly-le-Haut-Clocher         | Somme                   | Hauts-de-France            | classé     | « PA00116037 », notice no PA00116037 | 50° 04′ 33″ nord, 1° 59′ 42″ est   |                   |
| Église Saint-Denis de Poix-de-Picardie                                  | Poix-de-Picardie              | Somme                   | Hauts-de-France            | classé     | « PA00116221 », notice no PA00116221 | 49° 46′ 36″ nord, 1° 58′ 57″ est   |                   |
| Porte des Ormeaux                                                       | Cordes-sur-Ciel               | Tarn                    | Occitanie                  | classé     | « PA00095543 », notice no PA00095543 | 44° 03′ 49″ nord, 1° 56′ 55″ est   |                   |
| Église Saint-Jean-Baptiste de Caylus                                    | Caylus                        | Tarn-et-Garonne         | Occitanie                  | classé     | « PA00095734 », notice no PA00095734 | 44° 14′ 09″ nord, 1° 46′ 18″ est   |                   |
| Palais épiscopal                                                        | Montauban                     | Tarn-et-Garonne         | Occitanie                  | classé     | « PA00095805 », notice no PA00095805 | 44° 01′ 01″ nord, 1° 21′ 06″ est   |                   |
| Place Nationale                                                         | Montauban                     | Tarn-et-Garonne         | Occitanie                  | classé     | « PA00095833 », notice no PA00095833 | 44° 01′ 04″ nord, 1° 21′ 15″ est   |                   |
| Église Notre-Dame de la Visitation de Montech                           | Montech                       | Tarn-et-Garonne         | Occitanie                  | classé     | « PA00095836 », notice no PA00095836 | 43° 57′ 25″ nord, 1° 13′ 51″ est   |                   |
| Église de l'Assomption-et-de-Saint-Michel de Verdun-sur-Garonne         | Verdun-sur-Garonne            | Tarn-et-Garonne         | Occitanie                  | classé     | « PA00095903 », notice no PA00095903 | 43° 51′ 16″ nord, 1° 14′ 08″ est   |                   |
| Église Saint-Pierre-aux-Liens-et-Saint-Étienne de Brignancourt          | Brignancourt                  | Val-d'Oise              | Île-de-France              | classé     | « PA00080010 », notice no PA00080010 | 49° 08′ 17″ nord, 1° 56′ 32″ est   |                   |
| Église Saint-Gildard de Longuesse                                       | Longuesse                     | Val-d'Oise              | Île-de-France              | classé     | « PA00080104 », notice no PA00080104 | 49° 03′ 44″ nord, 1° 55′ 52″ est   |                   |
| Trophée de Marius                                                       | Pourrières                    | Var                     | Provence-Alpes-Côte d'Azur | classé     | « PA00081694 », notice no PA00081694 | 43° 29′ 11″ nord, 5° 43′ 15″ est   |                   |
| Dolmen de la Gaillarde                                                  | Roquebrune-sur-Argens         | Var                     | Provence-Alpes-Côte d'Azur | classé     | « PA00081700 », notice no PA00081700 | 43° 21′ 25″ nord, 6° 42′ 14″ est   |                   |
| Oratoire du Saint-Pilon                                                 | Saint-Maximin-la-Sainte-Baume | Var                     | Provence-Alpes-Côte d'Azur | classé     | « PA00081712 », notice no PA00081712 | 43° 26′ 19″ nord, 5° 51′ 27″ est   |                   |
| Menhir d'Aire-Peyronne                                                  | Saint-Raphaël                 | Var                     | Provence-Alpes-Côte d'Azur | classé     | « PA00081717 », notice no PA00081717 | 43° 26′ 00″ nord, 6° 50′ 07″ est   |                   |
| Porte du Musée de la Marine                                             | Toulon                        | Var                     | Provence-Alpes-Côte d'Azur | classé     | « PA00081748 », notice no PA00081748 | 43° 07′ 19″ nord, 5° 55′ 42″ est   |                   |
| Petit Palais, Musée du Petit Palais                                     | Avignon                       | Vaucluse                | Provence-Alpes-Côte d'Azur | classé     | « PA00081945 », notice no PA00081945 | 43° 57′ 09″ nord, 4° 48′ 23″ est   |                   |
| Chapelle Notre-Dame d'Aubune                                            | Beaumes-de-Venise             | Vaucluse                | Provence-Alpes-Côte d'Azur | classé     | « PA00081961 », notice no PA00081961 | 44° 07′ 24″ nord, 5° 00′ 44″ est   |                   |
| Dolmen de la Pichone de Ménerbes                                        | Ménerbes                      | Vaucluse                | Provence-Alpes-Côte d'Azur | classé     | « PA00082076 », notice no PA00082076 | 43° 49′ 36″ nord, 5° 13′ 44″ est   |                   |
| Tour Clémentine                                                         | Monteux                       | Vaucluse                | Provence-Alpes-Côte d'Azur | classé     | « PA00082085 », notice no PA00082085 | 44° 02′ 04″ nord, 4° 59′ 52″ est   |                   |
| Église Notre-Dame du Val-Romigier                                       | Mornas                        | Vaucluse                | Provence-Alpes-Côte d'Azur | classé     | « PA00082090 », notice no PA00082090 | 44° 12′ 14″ nord, 4° 43′ 47″ est   |                   |
| Vieux pont des Ouillères                                                | Mervent                       | Vendée                  | Pays de la Loire           | classé     | « PA00110168 », notice no PA00110168 | 46° 31′ 21″ nord, 0° 44′ 54″ ouest |                   |
| Église Saint-Martin de Sallertaine                                      | Sallertaine                   | Vendée                  | Pays de la Loire           | classé     | « PA00110268 », notice no PA00110268 | 46° 51′ 35″ nord, 1° 57′ 35″ ouest |                   |
| Cimetière de la Ville-Basse                                             | Angles-sur-l'Anglin           | Vienne                  | Nouvelle-Aquitaine         | classé     | « PA00105325 », notice no PA00105325 | 46° 41′ 45″ nord, 0° 52′ 54″ est   |                   |
| Église Saint-Pierre-ès-Liens de Bonneuil-Matours                        | Bonneuil-Matours              | Vienne                  | Nouvelle-Aquitaine         | classé     | « PA00105356 », notice no PA00105356 | 46° 40′ 56″ nord, 0° 34′ 22″ est   |                   |
| Église Notre-Dame de Château-Larcher                                    | Château-Larcher               | Vienne                  | Nouvelle-Aquitaine         | classé     | « PA00105394 », notice no PA00105394 | 46° 24′ 57″ nord, 0° 18′ 44″ est   |                   |
| Grotte de Jioux                                                         | Chauvigny                     | Vienne                  | Nouvelle-Aquitaine         | classé     | « PA00105416 », notice no PA00105416 | 46° 32′ 58″ nord, 0° 38′ 26″ est   |                   |
| Église Saint-Pierre-et-Saint-Paul d'Ingrandes-sur-Vienne                | Ingrandes                     | Vienne                  | Nouvelle-Aquitaine         | classé     | « PA00105467 », notice no PA00105467 | 46° 52′ 37″ nord, 0° 33′ 53″ est   |                   |
| Église Saint-Denis de Jaunay-Clan                                       | Jaunay-Clan                   | Vienne                  | Nouvelle-Aquitaine         | classé     | « PA00105472 », notice no PA00105472 | 46° 41′ 10″ nord, 0° 22′ 15″ est   |                   |
| Église Saint-Antoine de Saint-Sauveur                                   | Saint-Sauveur                 | Vienne                  | Nouvelle-Aquitaine         | classé     | « PA00105710 », notice no PA00105710 | 46° 48′ 31″ nord, 0° 37′ 22″ est   |                   |
| Église Saint-Pierre de Thuré                                            | Thuré                         | Vienne                  | Nouvelle-Aquitaine         | classé     | « PA00105742 », notice no PA00105742 | 46° 49′ 53″ nord, 0° 27′ 23″ est   |                   |
| Église Notre-Dame de La Chapelle-Morthemer                              | Valdivienne                   | Vienne                  | Nouvelle-Aquitaine         | classé     | « PA00105753 », notice no PA00105753 | 46° 28′ 45″ nord, 0° 35′ 48″ est   |                   |
| Église Saint-André                                                      | Esley                         | Vosges                  | Grand Est                  | classé     | « PA00107163 », notice no PA00107163 | 48° 10′ 05″ nord, 6° 03′ 34″ est   |                   |
| Croix de chemin de Noncourt                                             | Neufchâteau                   | Vosges                  | Grand Est                  | classé     | « PA00107218 », notice no PA00107218 | 48° 20′ 52″ nord, 5° 41′ 07″ est   |                   |
| Église Saint-Remy                                                       | Rollainville                  | Vosges                  | Grand Est                  | classé     | « PA00107265 », notice no PA00107265 | 48° 21′ 40″ nord, 5° 44′ 17″ est   |                   |
| Église Saint-Aignan de Poilly-sur-Serein                                | Poilly-sur-Serein             | Yonne                   | Bourgogne-Franche-Comté    | classé     | « PA00113783 », notice no PA00113783 | 47° 45′ 53″ nord, 3° 53′ 40″ est   |                   |
| Cimetière de Saint-Fargeau                                              | Saint-Fargeau                 | Yonne                   | Bourgogne-Franche-Comté    | classé     | « PA00113811 », notice no PA00113811 | 47° 38′ 28″ nord, 3° 04′ 32″ est   |                   |